# Кунунскі
Кунунскі (рум. Cununschi) — село у повіті Сучава в Румунії. Входить до складу комуни Бродіна.
Село розташоване на відстані 377 км на північ від Бухареста, 69 км на захід від Сучави.

## Населення
За даними перепису населення 2002 року у селі проживали 95 осіб.
Національний склад населення села:
| Національність | Кількість осіб | Відсоток |
| -------------- | -------------- | -------- |
| румуни         | 69             | 72,6%    |
| українці       | 25             | 26,3%    |

Рідною мовою назвали:
| Мова       | Кількість осіб | Відсоток |
| ---------- | -------------- | -------- |
| румунська  | 69             | 72,6%    |
| українська | 26             | 27,4%    |